# Marta Suplicy
Marta Teresa Smith de Vasconcelos Suplicy, née le 18 mars 1945 à São Paulo (Brésil, est une femme politique brésilienne. 
Membre du parti Solidariedade, ancienne députée, ancienne maire de São Paulo et ancienne ministre, elle est sénatrice de 2011 à 2019.
Elle est secrétaire aux Relations internationales de São Paulo depuis 2021.

## Biographie
Sexologue de profession, elle a animé une émission de télévision sur la sexualité dans les années 1980.
Membre du Parti des travailleurs (PT), sa gestion comme maire de São Paulo, de 2001 à 2005, est marquée par des avancées sociales significatives, comme la création d'un « billet unique » pour les transports en commun, l'inauguration de centres d'éducation et la construction de couloirs de bus, ce qui lui vaut une forte popularité au sein des périphéries les plus pauvres de la mégapole.
Comme ministre de la Culture, elle créé des centres d'art et de sport (Centro de Artes e Esportes Unificados), qu'elle déploie dans tout le Brésil ainsi que le Vale-Cultura, une carte de crédit distribuée aux personnes touchant des bas revenus pour pouvoir acheter des produits culturels. Elle est également chargée de l'organisation des festivités culturelles en vue des Jeux olympiques d'été de 2016, qui se déroulent à Rio de Janeiro.
Elle quitte par la suite le PT pour se rapprocher du centre droit, allant jusqu'à voter comme sénatrice en faveur de la destitution de la présidente Dilma Rousseff en 2016.
Elle est secrétaire aux Relations internationales de São Paulo depuis 2021 au sein de l'administration de Ricardo Nunes (MDB).
Elle est candidate aux élections municipales de 2024 à São Paulo comme colistière de Guilherme Boulos, contre le maire sortant Ricardo Nunes. Elle aurait été choisi par le président Lula, qui entendrait ainsi reproduire à São Paulo l'alliance entre la gauche et le centre qui lui avait permis de remporter l’élection présidentielle de 2022 en rassurant les classes favorisées.

## Vie privée
Entre 1965 et 2001, elle est mariée au sénateur Eduardo Suplicy ; ils ont trois fils. Ils divorcent et elle se remarie en 2003 avec le journaliste Luis Favre avant de divorcer à nouveau en 2009.

## Sources
- (en) Cet article est partiellement ou en totalité issu de l’article de Wikipédia en anglais intitulé « Marta Suplicy » (voir la liste des auteurs).